# Mollet I
La cova de Mollet I o cova de Mollet és un petit abric o cova natural que es troba a Serinyà (Plà de l'Estany), declarat Bé cultural d'interès nacional en la categoria de Zona arqueològica.
Està situada en el conjunt anomenat coves del Reclau, 200 metres sobre el nivell del mar, a Serinyà, a 5km de Banyoles. El jaciment pren el nom de la casa de Mollet situada a 150 m de distància del conjunt del Reclau. Aquest fet és degut al fet que la va trobar l'arrendatari de la casa Baudili Costa Palomer l'any 1943. La cova té una orientació N-NW i alguns estudis afirmen que més que una cova és un abric. Mollet es podria dividir en dues parts la primera que seria “l'abric”, que fa 5,5x 2,5 metres, i la segona que és un corredor angost que dona a una sala estreta que en les excavacions de 1972 l'anomenaren “racó”.

## Excavacions
El Dr. Josep M. Corominas realitzà els primers treballs a la cova en 1947 i va continuar realitzant treballs arqueològics fins que en 1958 realitzà els treballs codirigits amb Eduard Ripoll i Lluís Pericot. En les excavacions realitzades en 1972 dirigides per J.M. Corominas es localitzà un molar humà. En aquest temps, J.M. Coromines publicà en els Annals de l'Institut d'Estudis Gironins el primer treball sobre la indústria lítica descoberta a l'indret. Aquesta publicació donà pas a una discussió cronològica, ja que en un primer moment Coromines considerà Mollet d'època mesolítica. Henry de Lumeley la va datar d'època mosteriana, fa uns 80 000 anys. Finalment en 2011 es va dur a terme l'última de les campanyes d'excavació. Per tant, Mollet I ha estat quasi completament excavada.

## Etapes
El rebliment fòssil ens indica 4 etapes:
- Neolític o calcolític, la cova és utilitzada per enterrar humans acompanyats d'aixovars
- Aurinyacià, es creu que pot tenir una edat de 34.000 anys
- Paleolític mitjà, amb industria lítica del Mosterià, de datacions imprecises d'entre 130.000 – 40.000 anys
- Paleolític mitjà antic de 215 000 anys majoritàriament ocupat per hienes.

## Fauna
S'han trobat restes a la cova de: llop, os, hiena, lleó, pantera, cérvol, ren, cabirol, porc senglar, bisó, cavall brau, ase, elefant i rinoceront… Tot això concorda amb una fauna del Plistocè mitjà, sobretot per la presencia de restes de llop, os, cavall i hiena.

## Flora
S'ha pogut determinar gràcies a restes paleontològiques corresponents a l'estrat 5 de Mollet que tindria una edat aproximada de 215.000 anys. Les restes faunístiques i paleontològiques suggereixen que el paisatge de Mollet estaria format per un bosc obert i humit i per tant, que era fàcil d'explotar pels ésser humans.

## El molar
En els estrats inferiors de Mollet va aparèixer un molar humà, la referencia de profunditat es va perdre i, per tant, no sabem el lloc exacte de trobada.
L'anàlisi d'aquest molar, identificada com primera molar superior dretà, indica que degut al seu poc desgast pertanyia a un individu adult jove.
Els estudis morfològics dels valors dimensionals del molar permeten un intent d'identificar-lo entre una dent de preneandertal o de neandertal. Degut al taurodontisme que té es descartà que pertany a homo sapiens.

## Indústria
La indústria del jaciment està tallada principalment en quars i en menor mesura en quarsita o altres materials. A Mollet s'han localitzat molts raspadors i utillatges fets amb còdol.